# 茜虎徹
茜 虎徹（あかね こてつ）は日本の元漫画家。男性。主に『月刊ドラゴンエイジ』において活動をしている。

## 人物
- 6月生まれの双子座。血液型はA。
- 10歳年上の姉（虎徹本人によると「ツバメとはすべてにおいて正反対」）と、7歳年上の兄がいる。
- スピリット・マイグレーション最終巻のあとがきにて漫画家活動の引退を表明している。

## 作品一覧
- ヴァンドレッド（月刊ドラゴンジュニア）
  - 原作：もりたけし、GONZO
  - 本編2巻と番外短編集1巻の全3巻
- 闘姫神将クインマスター（月刊ドラゴンジュニア）
  - 全2巻
  - 単行本のカバーは、ツバメしんどろ〜むの第4巻までと類似のデザインである。
- ツバメしんどろ〜む（月刊ドラゴンエイジ）
  - 全8巻
- トップをねらえ2!（月刊ドラゴンエイジ）
  - 原作：GAINAX
  - 全1巻
- ななみくす! nana mix!（月刊ドラゴンエイジ）
  - 全3巻
- 緋色のマリオネッタ（電撃大王GENESIS）
  - 全1巻
- アイドルマスター2 眠り姫（月刊コミック電撃大王）
  - 原作：バンダイナムコゲームス
  - 全2巻
- スピリット・マイグレーション（アルファポリス〉
  - 原作：ヘロー天気
  - 全3巻